# 614 (szám)
A 614 (római számmal: DCXIV) egy természetes szám, félprím, a 2 és a 307 szorzata.

## A szám a matematikában
A tízes számrendszerbeli 614-es a kettes számrendszerben 1001100110, a nyolcas számrendszerben 1146, a tizenhatos számrendszerben 266 alakban írható fel.
A 614 páros szám, összetett szám, azon belül félprím, kanonikus alakban a 21 · 3071 szorzattal, normálalakban a 6,14 · 102 szorzattal írható fel. Négy osztója van a természetes számok halmazán, ezek növekvő sorrendben: 1, 2, 307 és 614.
A 614 négyzete 376 996, köbe 231 475 544, négyzetgyöke 24,77902, köbgyöke 8,49942, reciproka 0,0016287. A 614 egység sugarú kör kerülete 3857,87578 egység, területe 1 184 367,864 területegység; a 614 egység sugarú gömb térfogata 969 602 491,4 térfogategység.